# 14"/45 морско оръдие
14"/45 морско оръдие е корабно оръдие с калибър 356 mm разработено и произвеждано в САЩ. Първото оръдие калибър 356 мм, прието на въоръжение от ВМС на САЩ. Поставяно е на американските линкори от типовете „Ню Йорк“, „Невада“ и „Пенсилвания“. Използва се и от Кралския флот на Великобритания на мониторите от типа „Абъркромби“.

## Бойна употреба

### Първа световна война
Оръдията, произведени в САЩ за въоръжаването на гръцкия линкор Саламис, строящ се в Германия, в началото на Първата световна война са изкупени от Великобритания, като са прити на въоръжение под обозначението BL 14 inch gun Mk II и са поставени на четирите монитора от типа „Абъркромби“. Корабите вземат активно участие във войната, действайки против Османската империя. Най-известната операция с тяхно участие е Дарданелската операция, по време на която мониторите обстрелват от морето позициите на турските войски.
| Бронепробиваемост на 635 кг бронебоен снаряд по вертикална броня, мм | Бронепробиваемост на 635 кг бронебоен снаряд по вертикална броня, мм |
| -------------------------------------------------------------------- | -------------------------------------------------------------------- |
| 6000 ярда (5490 м, 29,6 каб.)                                        | 437                                                                  |
| 9000 ярда (8230 м, 44,4 каб.)                                        | 366                                                                  |
| 12 000 ярда (10 970 м, 59,2 каб.)                                    | 302                                                                  |
| 16 000 ярда (14 630 м, 79,0 каб.)                                    | 226                                                                  |
| 20 000 ярда (18 290 м, 98,8 каб.)                                    | 170                                                                  |

### Втора световна война
По време на Втората световна война оръдията на американските линкори New York (USS New York (BB-34)), Texas (USS Texas (BB-35)), Nevada (USS Nevada (BB-36)) и Pennsylvania (USS Pennsylvania (BB-38)) са използвани за бомбардировка на вражеските сухопътни позиции.
New York оказва огнева поддръжка войските в Северна Африка по време на Марокано-алжирската операция, Pennsylvania има участие в Алеутската операция, а Texas и Nevada обстрелват крайбрежието на Нормандия по време на десанта на съюзните войски през 1944 г. В периода от 1944 до 1945 година Pennsylvania обстрелва множество острови в Тихия океан, поддържайки настъпващите американски войски, а New York, Texas и Nevada вземат участие в бомбардировките над Иво Джима и Окинава.
Оръдията от кула №2 на линкора Arizona, потопен по време на нападението на японците над Пърл Харбър, през есента на 1944 г. са поставени на Невада. Оръдията на кърмовите кули на Аризона са свалени от кораба и са поставени на бреговите батареи „Arizona“ и „Pennsylvania“. (на английски: Battery Arizona и на английски: Battery Pennsylvania).